# Veredas
Pour plus de détails, voir Fiche technique et Distribution.
Veredas est un film portugais réalisé par João César Monteiro, sorti en 1978.

## Fiche technique
- Titre : Veredas
- Réalisation : João César Monteiro
- Scénario : Carlos D'Oliveira, José Gomes Ferreira et Maria Velho da Costa
- Photographie : Acácio de Almeida
- Montage : João César Monteiro
- Pays d'origine : Portugal
- Format : Couleurs - 35 mm
- Genre : Drame et fantastique
- Durée : 120 minutes
- Date de sortie : 1978

## Distribution
- Manuela de Freitas
- Luís de Sousa Costa
- Francisco Domingues
- Carmen Duarte
- Margarida Gil
- Sílvia Gomes Ferreira
- João Guedes
- Antonio Mendes
- João César Monteiro